# غويدو بيزارو
غويدو بيزارو (26 فبراير 1990 إسبانيا - ) هو لاعب كرة قدم أرجنتيني، يلعب كلاعب وسط.

## مسيرته الكروية
لعب غويدو بيزارو خلال مسيرته الاحترافية مع 3 أندية في أحد عشر موسمًا وسجل خلالها 13 هدفًا ضمن 324 مباراة. حيث فاز في موسم واحد بالكأس وفي ثلاثة مواسم بالدوري.
خاض غويدو بيزارو مسيرته مع نادي لانوس في موسم 2009–10 ليلعب معه أربعة مواسم، مشاركًا في 122 مباراة سجل خلالها 7 أهداف. ثم انتقل إلى نادي تايجرز أونال في موسم 2013–14 في المرة الأولى ليلعب معه أربعة مواسم ثم في موسم 2018–19 ولمدة موسمين، حيث شارك طوالها في 178 مباراة سجل خلالها 5 أهداف. لينتقل بعدها إلى نادي إشبيلية في موسم 2017–18 لمدة موسم واحد، مشاركًا في 24 مباراة سجل خلالها هدفًا واحدًا.

## وصلات خارجية
غويدو بيزارو على موقع إي إس بي إن إف سي (الإنجليزية)
- غويدو بيزارو على موقع قاعدة بيانات كرة القدم.إي يو (الإنجليزية)
- غويدو بيزارو على موقع ناشيونال فوتبول تيمز (الإنجليزية)
- غويدو بيزارو على موقع Soccerway.com (الإنجليزية)
- غويدو بيزارو على موقع عالم كرة القدم.نت (الإنجليزية)
- غويدو بيزارو على موقع AS.com (الإسبانية)